# Canal du Mark
Le Canal du Mark est un canal néerlandais du Brabant-Septentrional.
Il relie le Mark au nord de Bréda au Canal Wilhelmina à Oosterhout. Sa longueur est de 6 kilomètres. Le trajet comporte une écluse et trois ponts avec une hauteur libre de 7,5 m. Il n'y a que très peu de dénivellation.